# Big Brothers Big Sisters
Big Brothers Big Sisters (BBBS) ist ein internationales 1:1-Mentoring-Programm zur individuellen Förderung von Kindern und Jugendlichen. Darin übernehmen Mentoren eine Patenschaft auf Zeit: Sie verbringen mindestens ein Jahr lang ein paar Stunden im Monat mit einem bestimmten Kind. Für Kinder und Jugendliche ist die Teilnahme am Programm kostenlos. Die Mentoren engagieren sich ehrenamtlich.

## Geschichte

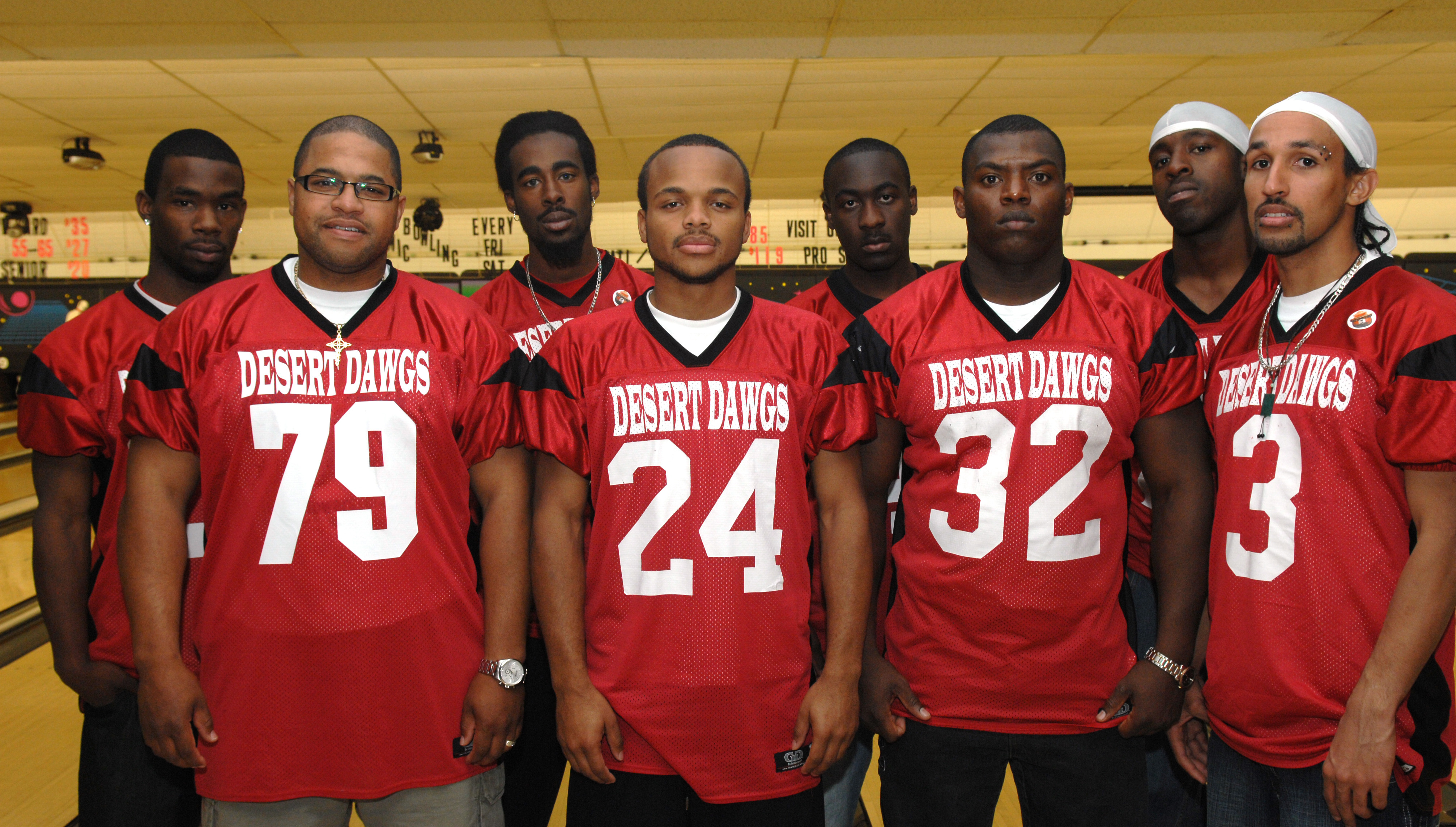
Big Brothers/Big Sisters of Otero County-Bowl For Kid's Sake, April 2008: Mitglieder des Halb-Profi-Football-Teams Alamogordo Desert Dawgs

Die Gründung von Big Brothers Big Sisters wird dem New Yorker Gerichtsschreiber Ernest Coulter zugeschrieben: Er wollte die Zahl jugendlicher Straftäter verringern, die er bei seiner Arbeit vor Gericht erlebte. Deshalb begann er 1904, nach Freiwilligen zu suchen, die als erwachsene Mentoren jeweils einem Jungen zur Seite stehen sollten. Parallel zu Coulters Big Brothers of America entwickelte sich (ebenfalls in New York) eine Betreuung von Mädchen nach dem gleichen Prinzip. Aus der seit 1902 existierenden losen Gruppe von Frauen wurde später Big Sisters International. Ähnliche Programme, unabhängig oder dem New Yorker Modell folgend, wurden in vielen nordamerikanischen Städten gegründet. 1922 wurden gemeinsame Standards entwickelt, die auch das Prinzip der 1:1-Betreuung festlegten. Die einzelnen Programme wurden in immer größeren Organisationen weiter zusammengefasst und standardisiert, bis sich 1977 Big Sisters International und Big Brothers of America zu den heutigen Big Brothers Big Sisters of America zusammenschlossen.
Im Jahr 1913 wurde mit Big Brothers Big Sisters of Canada ein Ableger des Programms außerhalb der USA gegründet. Eine unabhängige Studie wies 1995 die Wirksamkeit des amerikanischen Programms nach, woraufhin weitere Länder Interesse am Aufbau ähnlicher Programme zeigten. Um die weitere Verbreitung des Programms unter der Einhaltung von gemeinsamen Standards zu ermöglichen, entstand 1998 Big Brothers Big Sisters International. In 13 Ländern gibt es inzwischen Organisationen, die von Big Brothers Big Sisters International anerkannt werden; in den entsprechenden Programmen werden mehr als 270.000 Kinder betreut.
Zu den anerkannten Organisationen gehörte auch die gemeinnützige GmbH Big Brothers Big Sisters Deutschland (BBBSD) mit Sitz in Ludwigshafen. Sie eröffnete 2007 ein erstes Regionalbüro in Mannheim, das von da an Tandems in der Rhein-Neckar-Region zusammenstellte und betreute. Ab 2008 wurde das Programm ausgeweitet. Neue Büros entstanden im Rhein-Main-Gebiet (Frankfurt), im Ruhrgebiet (Essen), sowie in Hamburg, Stuttgart und München. Im Januar 2011 gab es in Deutschland im Rahmen von BBBSD 372 Tandems aus Mentor und Kind.
Im Jahr 2013 entschieden Geschäftsführung und Stiftung überraschend, das Projekt Ende 2014 in Deutschland einzustellen. Grund ist der Rückzug der geldgebenden „Benckiser Stiftung Zukunft“ aus der Projektförderung. Die Benckiser Stiftung erklärte, künftig in das bundesweit tätige Mentoren-Projekt „Balu und Du“ investieren zu wollen. „Balu und Du“ setzt allerdings ausschließlich auf junge Mentoren bis 30 Jahre und fördert nur benachteiligte Kinder bis zehn Jahre. Die Qualitätsstandards und die Betreuungsdichte für die Tandems sind in keinem anderen Mentorenprogramm in Deutschland so hoch wie sie es bei BBBSD waren. Die Stiftung hatte zuletzt rund zwei Drittel des Gesamtbudgets von zirka 3 Mio. EUR an das Projekt ausgeschüttet. Der jetzt ehemalige BBBS-Chef Dr. Christoph Glaser ist gleichzeitig Vorstand der Stiftung, hat also sich selbst die Fördermittel gekürzt. Er begründet dies damit, dass BBS eine zu geringe Wirkung im Vergleich zu anderen Mentorenprogrammen entfalte. Diese Einschätzung sorgte für Verwunderung, da BBBS unter anderem ein Qualitätssiegel des Beratungs- und Analysehauses Phineo erhalten hat.
Zu Ende des Programms 2014 existierten deutschlandweit 1200 Mentor-Kind-Tandems. Die Entscheidung, BBBSD zu beenden, hat unter den Mentoren einen Sturm der Entrüstung ausgelöst. Die rund 1.200 Mentoren in Deutschland organisierten sich in sozialen Netzwerken und kämpften um den Fortbestand der Organisation. Die Tandems wurden von der Stuttgarter Niederlassung zu Ende betreut und abgewickelt.
Unabhängig von BBBSD existiert seit 1998 im Rheinland der Verein Big Sister e. V., der Mentorinnen für Mädchen vermittelt. Die Big Brothers Big Sisters Deutsche Jugendhilfe gGmbH ist Unterzeichnerin der Initiative Transparente Zivilgesellschaft.
Ebenfalls anerkannt ist Big Brothers Big Sisters Österreich mit Hauptsitz in Wien und Mentoring-Angeboten in Niederösterreich, Oberösterreich und der Steiermark. In Österreich ist die Arbeit als gemeinnützige GmbH 2011 aufgenommen worden. Ab September 2014 wurde Big Brothers Big Sisters Österreich als unabhängiger, gemeinnütziger Verein fortgeführt. Nach einem umfassenden Rebranding im ersten Halbjahr von 2023 setzt Big Brothers Big Sisters Österreich seine Arbeit unter dem Namen younus – Mentoring für Kinder, Jugendliche und Familien fort.

## Mentorinnen und Mentoren

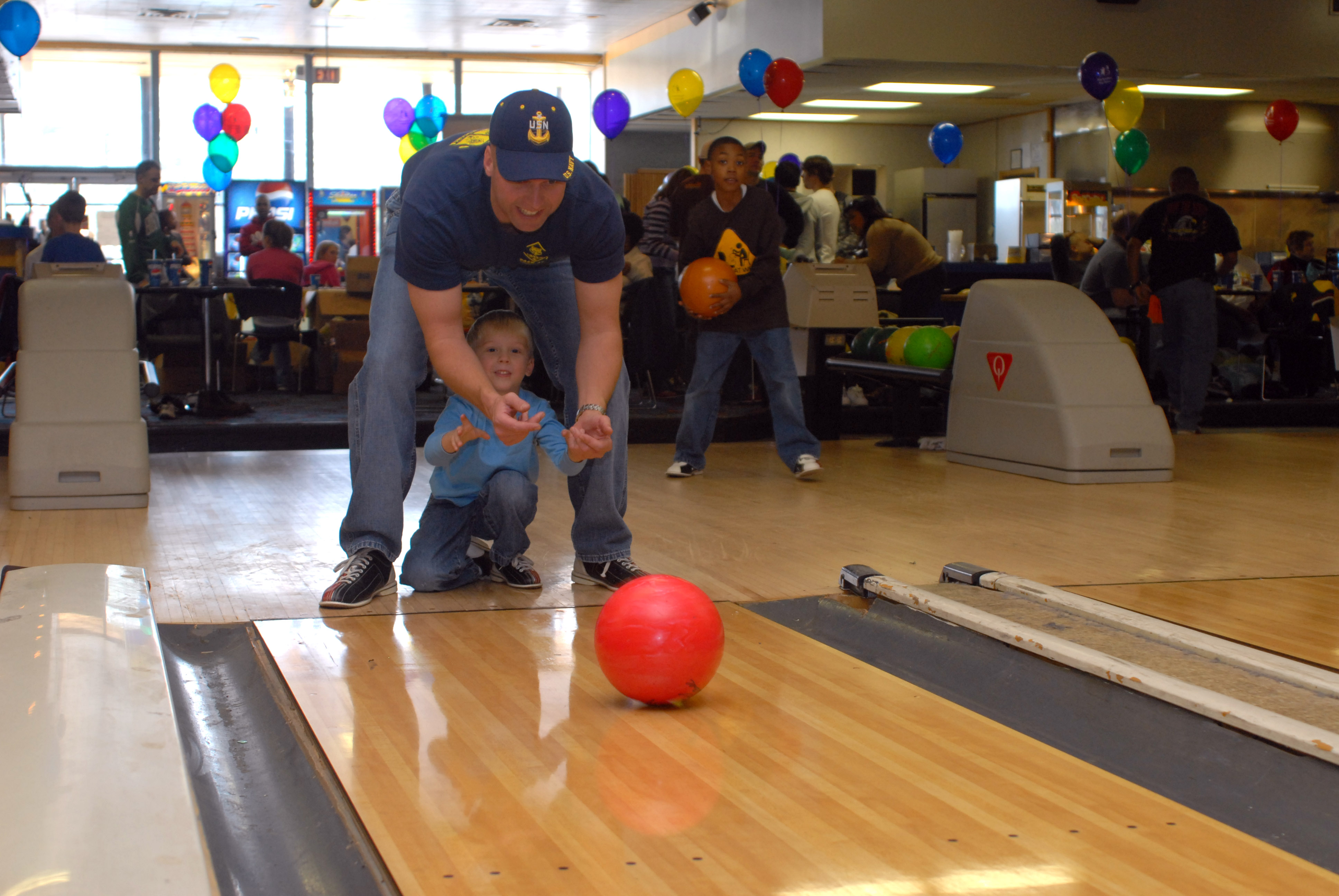
Freiwilliger Mentor

Mentorinnen und Mentoren bei younus (ehemals Big Brothers Big Sisters Österreich) können Erwachsene werden, die das mehrstufige Aufnahmeverfahren erfolgreich durchlaufen haben. Dazu gehören drei Referenzen aus dem privaten und beruflichen Umfeld, eine Strafregisterbescheinigung sowie ein 90-minütiges, persönliches Gespräch. In einem Einführungsworkshop werden Mentorinnen und Mentoren auf ihre Aufgabe vorbereitet. Ihre Rolle soll weder die eines Nachhilfelehrers noch die eines Erziehers oder Babysitters sein. Stattdessen sollen sie den Kindern vor allem Zeit und Aufmerksamkeit widmen und die Rolle eines erwachsenen Zuhörers und Freundes einnehmen.

## Mentees
Das Mentoring-Angebot von younus (ehemals Big Brothers Big Sisters Österreich) richtet sich an Kinder ab dem dritten Lebensjahr, Jugendliche sowie Elternteile aus herausfordernden Familienverhältnissen, die in Österreich leben und von einem zusätzlichen Unterstützungsangebot neben Familie und Freundeskreis profitieren. younus nennt sie Mentees. 2022 hatte younus österreichweit 326 aktive Mentees, 90 % davon waren Kinder im Alter von 3 bis 13 Jahren.

## Tandems
Hauptamtliche Mitarbeiter von younus (ehemals Big Brothers Big Sisters Österreich) stellen die sogenannten Tandems aus Mentor und Mentee nach Interessen und Persönlichkeit passend zusammen. Männliche Mentoren werden ausschließlich mit männlichen Mentees gematcht, weibliche Mentorinnen werden mit männlichen oder weiblichen Mentees gematcht. Mentor und Mentee verbringen alle ein bis zwei Wochen Freizeit miteinander. Insgesamt sollen pro Monat etwa acht Stunden im Tandem verbracht werden. Die Treffen finden mindestens ein halbes Jahr lang regelmäßig statt. Eine Verlängerung des Programms nach Ablauf der gemeinsamen Mentoring-Zeit ist möglich. Die gemeinsamen Unternehmungen können größere Aktivitäten sein, wie z. B. der Besuch eines Museums, aber auch kleinere Aktivitäten wie gemeinsames Kochen, Brett- oder Kartenspiele. Die Mentees können sich so außerhalb festgefahrener Rollenmuster bewegen und Talente frei entfalten. Jedes Tandem bekommt von younus je einen Mentoring-Berater oder eine Mentoring-Beraterin aus dem psychosozialen Fachbereich zur Seite gestellt.

## Nutzen von Mentoring
Wissenschaftliche Untersuchungen zeigen unter anderem positive Veränderungen von Kindern im Hinblick auf Lernmotivation und Sozialkompetenzen wie Kommunikations- und Teamfähigkeit.
Die Non-Profit-Organisation „Public/Private Ventures“ (Philadelphia) prüfte in der Studie „Making a Difference – an Impact Study of Big Brothers Big Sisters“ die Effizienz von Big Brothers Big Sisters of America anhand von 959 Jugendlichen aus acht Büros. Sie verglich eine Gruppe Jugendlicher zwischen 10 und 16 Jahren, die am Programm teilgenommen haben, mit einer Kontrollgruppe. Die erste Gruppe erhielt rasch einen Mentor zugeordnet, während die Kontrollgruppe für die Dauer der Studie (18 Monate) auf eine Warteliste gesetzt wurde. Daten wurden von 959 Jugendlichen, ihren Eltern und den Mitarbeitern der Büros erhoben. Wesentliche Ergebnisse der Gruppe mit Mentoring im Vergleich zur Kontrollgruppe ohne Mentoren:
- Das schulische Verhalten war besser: Die Jugendlichen schwänzten halb so oft die Schule und fühlten sich kompetenter beim Hausaufgaben machen.
- Das Verhältnis der Jugendlichen zu ihren Eltern / Erziehungsberechtigten hat sich im Laufe des Mentorings verbessert (am stärksten bei weißen, männlichen Jugendlichen).
- Die Beziehung der Jugendlichen zu Gleichaltrigen wurde besser bewertet als in der Kontrollgruppe.

Das amerikanische „Center for the Study and Prevention of Violence“ an der University of Colorado at Boulder hat über 600 Gewaltpräventionsprogramme in den USA untersucht, um die erfolgreichsten Modellprogramme zu identifizieren. Den elf ausgewählten „Blueprints“-Programmen gelingt es, Kriminalität und Drogenabhängigkeit bei Jugendlichen zu verringern. Auf Platz 2 steht Big Brothers Big Sisters of America.